# Antonio Cabrini
Antonio Cabrini (ur. 8 października 1957 w Cremonie) – włoski piłkarz grający na lewej obronie, aktualnie trener piłkarski. Zdobył tytuł mistrza świata z reprezentacją Włoch w 1982 roku. W środowisku piłkarskim uważany jest za jednego z najlepszych włoskich lewych obrońców w historii.

## Kariera

### Kariera klubowa
Pierwszym klubem Antonio Cabriniego był zespół US Cremonese. Swój debiut w profesjonalnym futbolu (w Serie C) zaliczył w sezonie 1973/1974. W sezonie 1975/1976 Cabrini grał w drugoligowej Atalancie BC.
Rok później zauważyli go działacze Juventusu F.C. W lecie 1976 roku Antonio Cabrini przeprowadził się do stolicy Piemontu, gdzie grając dla „Juve” spędził tu większość swojej kariery. Z zespołem „Starej Damy” zdobył wiele trofeów, między innymi Puchar UEFA oraz sześciokrotnie mistrzostwo Włoch. Nosząc biało-czarną koszulkę Juventusu, rozegrał w sumie 325 meczów w Serie A, strzelając przy tym 35 bramek. Ostatnie dwa lata w roli piłkarza spędził w Bolonii grając w zespole Bologna FC.

### Kadra narodowa
Swój debiut w kadrze narodowej zaliczył na mistrzostwach świata w 1978 roku, w spotkaniu otwierającym mistrzostwa (Włochy-Francja). Wystąpił we wszystkich osiemnastu meczach reprezentacji Azzurrich na trzech mundialach (w 1978 roku, 1982 roku i 1986 roku).
Cabrini w 1982 roku wraz z reprezentacją Włoch zdobył tytuł mistrza świata. W meczu finałowym przeciwko reprezentacji RFN nie trafił z rzutu karnego, co nie przeszkodziło Włochom w zdobyciu pierwszego miejsca.
Reprezentował Włochy w 73 meczach, zdobywając przy tym 9 bramek (jest to najlepszy wynik, jeżeli chodzi o obrońcę). Reprezentacyjną karierę zakończył w roku 1987.

### Kariera trenerska
W przeszłości trenował cztery włoskie kluby – AC Arezzo, FC Crotone, Pisa Calcio oraz Novara Calcio.

## Sukcesy
- Mistrzostwo Świata w 1982 roku (z reprezentacją Włoch)
- Mistrzostwo Włoch w 1977, 1978, 1981, 1982, 1984 i 1986 (z Juventusem F.C.)
- Puchar Włoch w 1978 i 1983 (z Juventusem F.C.)
- Liga Mistrzów UEFA w 1985 (z Juventusem F.C.)
- Puchar zdobywców pucharów w 1984 (z Juventusem F.C.)
- Superpuchar Europy w 1984 (z Juventusem F.C.)
- Puchar UEFA w 1977 (z Juventusem F.C.)
- Puchar Interkontynentalny w 1985 (z Juventusem F.C.)